# Puerto con el desembarque de Cleopatra en Tarso
Puerto con el desembarque de Cleopatra en Tarso es un cuadro realizado por el pintor francés del Barroco Claudio de Lorena. Mide 117 cm de alto y 147,5 cm (+20) de ancho, y está pintado al óleo sobre lienzo. Fue pintado en 1642 y se encuentra en el Museo del Louvre, en París (n.º INV 4716).

## Historia

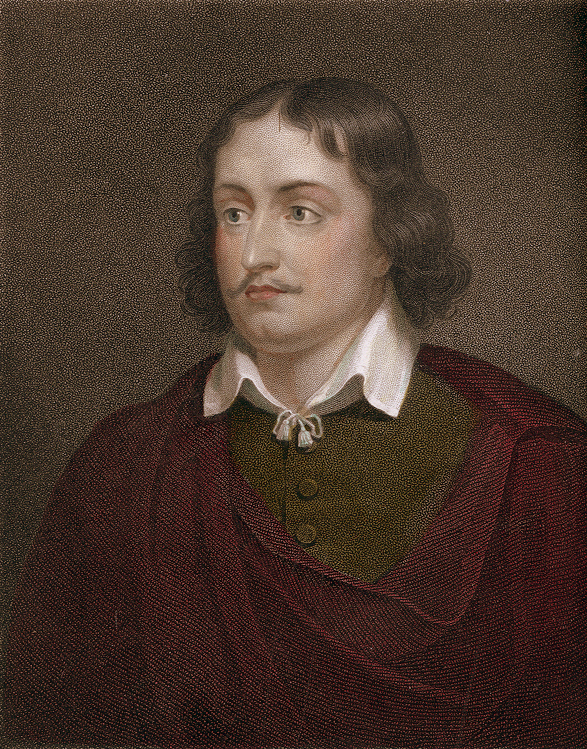
Claudio de Lorena

Claudio de Lorena fue un pintor francés establecido en Italia. Perteneciente al período del arte Barroco, se enmarca en la corriente denominada clasicismo, dentro del cual destacó en la pintura de paisaje. En su obra reflejó un nuevo concepto en la elaboración del paisaje basándose en referentes clásicos —el denominado «paisaje ideal»—, que evidencia una concepción ideal de la naturaleza y del propio mundo interior del artista. Esta forma de tratar el paisaje le otorga un carácter más elaborado e intelectual y se convierte en el principal objeto de la creación del artista, la plasmación de su concepción del mundo, el intérprete de su poesía, que es evocadora de un espacio ideal, perfecto.
Este cuadro fue un encargo del cardenal Angelo Giori, uno de los más estrechos colaboradores del papa Urbano VIII. Quizá por ello aparecen en el cuadro las armas de la familia Barberini —el nombre secular del papa Urbano era Maffeo Barberini—. Giori encargó a Claudio ocho obras entre 1638 y 1643.
En 1683 era propiedad de Luis XIV, quien lo colocó en el palacio de Versalles. En 1785 pasó al museo del Louvre. El lienzo sufrió dos adiciones de 10 cm a derecha e izquierda en 1695. Fue restaurado en 1797.
Formaba pareja (pendant) con Paisaje con Samuel consagrando a David rey de Israel (1643, museo del Louvre, París).
Figura en el Liber Veritatis —un cuaderno de dibujos donde Claudio dejaba constancia de todas sus obras para evitar las falsificaciones— con el número 63.

## Descripción

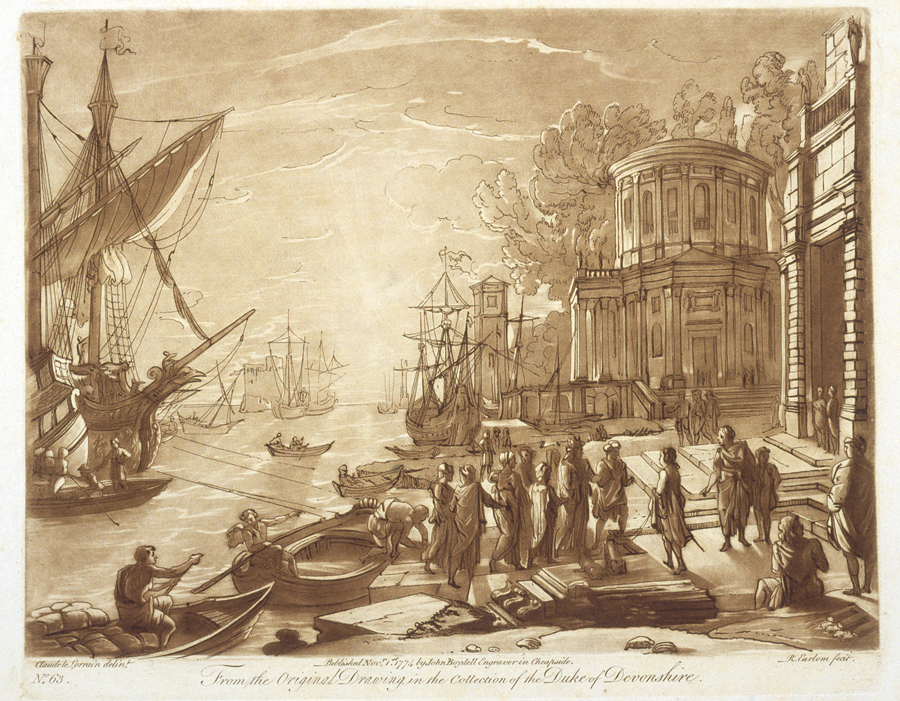
Dibujo n.º 63 del Liber Veritatis de Claudio, correspondiente a este cuadro

Este paisaje pertenece al período de madurez del artista. Por entonces Claudio era uno de los más famosos paisajistas de Europa, honrado por soberanos como Urbano VIII y Felipe IV. En los años 1640 recibió la influencia de Rafael —a través de los grabados de Marcantonio Raimondi—, especialmente en las figuras, así como de Annibale Carracci y Domenichino, como se denota en sus obras Paisaje con San Jorge y el dragón (1643), Paisaje con Apolo custodiando los rebaños de Admeto y Mercurio robándoselos (1645) y Paisaje con Agar y el ángel (1646).
El tema representado es el desembarque de Cleopatra en la ciudad cilicia de Tarso para reunirse con Marco Antonio (41 a. C.), el que sería su primer encuentro y marcaría el inicio de una alianza tanto política como personal. Claudio se inspiró probablemente en el Antonio de las Vidas paralelas de Plutarco.
La escena muestra un puerto al anochecer, uno de los temas favoritos de Claudio. En primer término, en la parte inferior del cuadro, aparece Cleopatra con su séquito tras desembarcar en el puerto, siendo recibida por las autoridades de la ciudad. A la izquierda hay varios barcos, que con sus mástiles y sus velas ocupan toda la altura del costado izquierdo del cuadro. Entre los barcos y el puerto hay varias barcas desembarcando pasajeros. En el lado derecho se ve la fachada de un palacio de estilo renacentista y, en segundo plano, otro palacio, tras el cual se yerguen unos altos árboles. Al fondo hay varios barcos que se difuminan en la luz del atardecer, con el disco solar en la parte central del lienzo. Los elementos arquitectónicos son imaginarios, sin un referente concreto, al contrario que en otras ocasiones en que se perciben edificaciones reales, como en Puesta de sol en un puerto (1639, museo del Louvre, París), donde se puede percibir la Villa Médicis.
Algunos detalles de la composición fueron tomados de obras anteriores de Claudio, como Paisaje con el embarque en Ostia de Santa Paula Romana (1639, museo del Prado, Madrid) y Puerto con el embarque de Santa Úrsula (1641, The National Gallery, Londres).
Uno de los elementos más destacados en esta obra es la presencia del sol: una de las características principales en la obra de Lorena es su utilización de la luz, no una luz difusa o artificial como en el naturalismo italiano (Caravaggio) o el realismo francés (La Tour, hermanos Le Nain), sino una luz directa y natural, proveniente del sol, que sitúa en medio de la escena, en amaneceres o atardeceres que iluminan con suavidad todas las partes del cuadro, en ocasiones situando en determinadas zonas intensos contrastes de luces y sombras, o contraluces que inciden sobre determinado elemento para enfatizarlo. En numerosas ocasiones utiliza la línea del horizonte como punto de fuga, disponiendo en ese lugar un foco de claridad que atrae al espectador, por cuanto esa luminosidad casi cegadora actúa de elemento focalizador que acerca el fondo al primer plano. La luz se difunde desde el fondo del cuadro y, al expandirse, basta por sí sola para crear sensación de profundidad, difuminando los contornos y degradando los colores para crear el espacio del cuadro. Por lo general, Lorrain disponía la composición en planos sucesivos, donde gradualmente se iban difuminando los contornos, hasta perderse en la luminosidad ambiental, produciendo una sensación de distancia casi infinita donde en última instancia se pierde la mirada. Solía introducir el disco solar en marinas, en sus típicas escenas situadas en puertos, que sirven de pretexto para dar acción a la temática figurativa; en cambio, los paisajes situados en el campo tienen una luz más difusa, proveniente de los lados del cuadro, que baña la escena con suavidad, no tan directamente como en los puertos.
De esta obra se conserva un dibujo preparatorio en la colección del duque de Devonshire, en Chatsworth House, Derbyshire.